# Coos Bay
Coos Bay is een plaats (city) in de Amerikaanse staat Oregon, en valt bestuurlijk gezien onder Coos County. De naam is ontleend aan de Coosindianen die vroeger in het gebied woonden.

## Demografie
Bij de volkstelling in 2000 werd het aantal inwoners vastgesteld op 15.374. In 2006 is het aantal inwoners door het United States Census Bureau geschat op 15.999, een stijging van 625 (4,1%).

## Geografie
Volgens het United States Census Bureau beslaat de plaats een oppervlakte van 41,2 km², waarvan 27,4 km² land en 13,8 km² water. Coos Bay ligt op ongeveer 8 m boven zeeniveau.

## Plaatsen in de nabije omgeving
De onderstaande figuur toont nabijgelegen plaatsen in een straal van 24 km rond Coos Bay.

## Bezienswaardigheden
- Ten noorden van Coos Bay liggen veel duinen. De duinen strekken zo'n 60 kilometer naar het noorden tot Florence. De toppen van de duinen bereiken een maximale hoogte van 150 meter. In de Oregon Dunes National Recreation Area zijn er veel voorzieningen om de duinen te bezoeken.[4]

## Geboren
- Steve Prefontaine (25 januari 1951 - 30 mei 1975), atleet